# Festhalle
festhalle（フェストハレ）は、香川県高松市常磐町にあるライブハウスである。「高松festhalle」とも呼ばれる。

## 概要
四国最大級のライブハウスで、キャパシティはオールスタンディングで約950人。
2016年3月13日開業、こけら落としはゲスの極み乙女。の全国ツアー「ゲスな宇宙旅行」。

## アクセス
- 高松琴平電気鉄道（ことでん）瓦町駅下車、徒歩1分